# Муса, Мохаммед
Мохаммед Муса Аббас Али (араб. محمد موسى‎, 23 марта 1986, Умм Баб, Катар) — катарский футболист, защитник. В настоящее время выступает за команду «Аль-Духаиль».

## Карьера
За свою карьеру Мусса выступал за клубы: «Умм-Салаль», «Аль-Садд». С 2009 выступает за «Аль-Духаиль». В составе него 6 раз стал чемпионом Катара, дважды выиграл кубок Катара и кубок Персидского залива.
С 2008 года является игроком сборной Катара. В 2015 году был в заявке на кубок Азии, однако на поле не выходил.